# Equity Kicker
Unter Equity Kicker (englisch: equity – Eigenkapital; kick – Tritt, Stoß) versteht man die Möglichkeit der Teilhabe am Unternehmenserfolg. Diese kann z. B. in der Wandlung von Mezzanine-Kapital in Eigenkapital, also einer „echten“ Beteiligung bestehen. Ebenfalls ist bei einem angestrebten späteren Börsengang eine Aktienbeteiligung denkbar. Fremdkapitalgebern wird so die Möglichkeit eingeräumt, Anteile an der zu finanzierenden Personen- oder Kapitalgesellschaft zu einem späteren Zeitpunkt, oft zu Sonderkonditionen, zu erwerben.

## Ziele
Durch die risikokompensierende Wirkung kann durch die variable, gewinnabhängige Komponente, die der Equity Kicker darstellt, eine günstigere Darlehensverzinsung erreicht werden. Somit werden die laufenden Finanzierungskosten des Unternehmens gesenkt. Auf der Seite der Kapitalgeber führt der Equity Kicker im Erfolgsfall des Unternehmens (gestiegener Aktienkurs) zu einer erhöhten Rendite.

## Virtuelle Equity Kicker
Virtuelle Equity Kicker sind an den Erfolg eines Unternehmens gebundene, fest vereinbarte Sonderzahlungen, deren Auszahlung z. B. an die Wertsteigerung eines Unternehmens gebunden sein kann.

## Non-Equity Kicker
Mit dem Non-Equity Kicker wird neben dem Zins eine feste Sonderzahlung vereinbart, die der Kapitalgeber am Ende der Laufzeit des Darlehens erhält.
Bei einem Non-Equity Kicker hat der Investor die Möglichkeit, über sogenannte Shadow Warrants (oder auch virtueller Equity Kicker = durch diesen wird das Optionsrecht des Mezzanine-Gebers schuldrechtlich „virtuell“ nachgebildet) einen Veräußerungsgewinn oder eine Rendite für sein eingesetztes Kapital in Abhängigkeit von der Wertsteigerung des Unternehmens zu erhalten.